# Partito Popolare dei Contadini
Il Partito Popolare dei Contadini (in serbo: Narodna Seljačka Stranka - NSS) è un partito politico serbo fondato nel 1990 da Dragan Veselinov.
Nel 2002, dopo un duro scontro interno, la guida del partito è passata a Marjan Rističević.

## Risultati
| Elezione          | Voti                                   | %                                      | Seggi                                  |
| ----------------- | -------------------------------------- | -------------------------------------- | -------------------------------------- |
| Parlamentari 1990 |                                        | 1,4                                    | 1                                      |
| Parlamentari 1992 | Nell'Alleanza Civica di Serbia         | Nell'Alleanza Civica di Serbia         | Nell'Alleanza Civica di Serbia         |
| Parlamentari 1997 | Nella Coalizione Vojvodina             | Nella Coalizione Vojvodina             | Nella Coalizione Vojvodina             |
| Parlamentari 2003 | Nella coalizione Per l'Unità Nazionale | Nella coalizione Per l'Unità Nazionale | Nella coalizione Per l'Unità Nazionale |
| Parlamentari 2007 | Nel Movimento del Rinnovamento Serbo   | Nel Movimento del Rinnovamento Serbo   | Nel Movimento del Rinnovamento Serbo   |